# Nyika-díj
A Nyika-díj (oroszul: Ника) az Oroszországi Filmművészeti Akadémia nemzeti filmszakmai díja, a legrégibb és az egyik legrangosabb ilyen díj Oroszországban. Évenkénti odaítélésével főként az oroszországi filmművészet megelőző évi termésének legjobbnak tartott filmjeit és filmkészítőit részesítik elismerésben.
Nyika a görög mitológia istennője, Niké orosz neve.

## Története
A díjat még a Szovjetunió fennállásának idején, 1987-ben alapította a Szovjetunió Filmkészítőinek Szövetsége, lényegében az amerikai filmakadémiai Oscar-díj mintájára. Akkoriban a Szövetség összes tagja részt vehetett az odaítélést eldöntő szavazáson. Az 1990-es évek eleje óta a díjazottakat az, – elsősorban erre a célra életre hívott, – Oroszországi Filmművészeti Akadémia tagjai választják ki titkos szavazással. Az alapítás óta a kiosztott díjak száma többször változott, az akadémiai tagság létszáma pedig 600 fő fölé emelkedett. 2007-től új tagok már csak a díjazott személyek lehetnek.
2002-ben Nyikita Mihalkov filmrendező kezdeményezésére egy másik filmakadémia is szerveződött. Az Oroszországi Nemzeti Filmművészeti és Filmtudományos Akadémia a Nyika-díjjal konkuráló, külön nemzeti filmszakmai díjat alapított. Azóta évente két nemzeti filmes díjat ítélnek oda, egymástól függetlenül. Lásd még: Arany Sas díj.

## Tisztségek, díjkiosztó
Az Oroszországi Filmművészeti Akadémia élén a három évre választott Elnök áll, aki legfeljebb egyszer újraválasztható. A tisztséget 2001-től két cikluson át Eldar Alekszandrovics Rjazanov filmrendező töltötte be, őt 2007 márciusában Alekszej Batalov filmszínész, filmrendező váltotta fel. Az elnök munkáját öt alelnök segíti.
A szervezet keretei között kilenc szekciói működik: rendezői, dramaturgi, operatőri, zeneszerzői, animációs, dokumentumfilmes (ún. nem-játékfilmes), színészi, produceri és filmtudományos szekció. Az akadémiai Tanács a szekciók vezetőiből áll.
A díjakat minden év első hónapjaiban Moszkvában, ünnepélyes gála keretében adják át. A díj Niké-t, a győzelem görög istennőjét ábrázoló szobrocska.

## Kategóriák
2007-ben a Nyika-díjat az alábbi 19 kategóriában ítélték oda:
- A legjobb játékfilmnek
- A legjobb nem-játékfilmnek (lényegében: dokumentumfilmnek)
- A legjobb animációs filmnek
- A Független Államok Közössége és a Balti-tenger országainak legjobb filmje
- A legjobb rendezőnek
- A legjobb operatőrnek
- A legjobb forgatókönyvnek
- A legjobb filmzenének
- A legjobb hangmérnöknek
- A legjobb díszletnek
- A legjobb jelmeznek
- A legjobb női főszereplőnek
- A legjobb férfi főszereplőnek
- A legjobb női mellékszereplőnek
- A legjobb férfi mellékszereplőnek
- Becsület és Érdem kitüntetés (lényegében életműdíj)
- Az év felfedezettje
- A filmtudományi, -kritikusi és -pedagógusi munkában elért eredményekért
- A televíziós film művészetében elért eredményekért (2005 óta ítélik oda)

## Díjak évenként

### A legjobb filmnek járó díj, illetve életműdíj
- 2018 – Vojna Anni (Война Анны), rendez Alekszej Fedorcsenko.[1]

Becsület és Érdem (életműdíj): Otar Ioszeliani.
- 2017 – Aritmia (Аритмия), rendező Borisz Hlebnyikov.
- 2016 – Mennyország (Рай), rendező Andrej Koncsalovszkij.

Becsület és Érdem (életműdíj): Alekszandr Szokurov.
- 2015 – Kedves Hans, drága Pjotr (Милый Ханс, дорогой Пётр), rendező Alekszandr Mindadze.

Becsület és Érdem (életműdíj): XX színművésznő és YY rendező
- 2014 – Nehéz istennek lenni (Трудно быть богом), rendező Alekszej German.
- 2013 – A geográfus elitta a glóbuszt (Географ глобус пропил), rendező Alekszandr Velegyinszkij.

Becsület és Érdem (életműdíj): Vlagyimir Mihajlovics Zelgyin
- 2012 – Faust (Фауст), rendező Alekszandr Szokurov.

Becsület és Érdem (életműdíj): Inna Csurikova és Gleb Panfilov.
- 2011 –   Volt egyszer egy öregasszony (Жила-была одна баба), rendező Andrej Szmirnov.

Becsület és Érdem (életműdíj): Oleg Valerianovics Baszilasvili
- 2010 –   A vidék (Край), rendező Alekszej Ucsityel.

Becsület és Érdem (életműdíj): Szergej Jurjevics Jurszkij.
- 2009 – Másfél szoba, avagy Szentimentális utazás a hazában (Полторы комнаты, или Сентиментальное путешествие на родину), Andrej Hrzsanovszkij

Életműdíj: Ljudmila Markovna Gurcsenko színművésznő és Jurij Boriszovics Norstein animációsfim rendező
- 2008 – Divatmajmolók (Стиляги), Valerij Todorovszkij

Életműdíj: Alekszej Jurjevics German filmrendező
- 2007 – A mongol (Монгол), Szergej Bodrov

Életműdíj: Georgij Nyikolajevics Danyelija filmrendező
- 2006 – A sziget (Остров), Pavel Lungin (A film összesen hat kategóriában kapott díjat.)

Életműdíj: Eldar Rjazanov filmrendező, Fjodor Hitrjuk animációsfilm-rendező és Alekszendr Belouszov
- 2005 – 9. század (9 рота), Fjodor Bondarcsuk

Életműdíj: Nyeja Zorkaja filmkritikus és Marlen Hucijev filmrendező
- 2004 – A mieink (Свои), Dmitrij Meszhijev

Életműdíj: Nonna Viktorovna Morgyukova színésznő és Vagyim Juszov
- 2003 – Visszatérés (Возвращение) Andrej Zvjagincev

Életműdíj: Pjotr Todorovszkij
- 2002 – Kiskakukk (Кукушка), Alekszandr Rogozskin

Életműdíj: Borisz Vasziljev  és Viktor Komar
- 2001 – Taurus (Телец), Alekszandr Szokurov

Életműdíj: Alekszej Batalov
- 2000 – Felesége naplója (Дневник его жены), Alekszej Ucsityel

Életműdíj: Vjacseszlav Vasziljevics Tyihonov
- 1999 – Hrusztaljov, a kocsimat! (Хрусталёв, машину!), Alekszej German.

Életműdíj: Mihail Svejcer
- 1998 – Szörnyekről és emberekről (Про уродов и людей), Alekszej Balabanov
- 1997 – A szélhámos (Вор) Pavel Csuhraj

Életműdíj: Marina Ladinyina színésznő
- 1996 – A kaukázusi fogoly (Кавказский пленник), (id. Szergej Bodrov)

Életműdíj: Georgij Zszsonov színész
- 1995 – Az állami vadászat különös vonásai (Особенности национальной охоты), Alekszandr Rogozskin
- 1994 – Szenvedélyek (Увлеченья), Kira Muratova

Életműdíj: Tamara Makarova színésznő (Szergej Geraszimov filmrendező felesége)
- 1993 – Makarov (Макаров), Vlagyimir Hotinyenko
- 1992 – Encore! Még encore! (Анкор, еще анкор!), Pjotr Todorovszkij

### A szovjet időszakban
A legjobb filmnek járó díj:
- 1991 – A sors iróniája (Ирония судьбы, или С лёгким паром!), Eldar Alekszandrovics Rjazanov
- 1990 – Végelgyengülés (Астенический синдром), Kira Muratova
- 1989 – Asik Kerib (Ашик-Кериб), Szergej Ioszifovics Paradzsanov
- 1988 – 53 hideg nyara (Холодное лето пятьдесят третьего), Alekszandr Proskin
- 1987 – Vezeklés (Покаяние), Tengiz Abuladze